# Heinz Lossen
Heinrich Maria Joseph Alexander Lossen (* 4. März 1893 in Wiesbaden; † 14. April 1967 in Mainz) war ein deutscher Mediziner und Röntgenologe.

## Leben
Geboren in Wiesbaden als Sohn des Arztes Hermann Lossen und der Maria, geb. Rosenbaum, besuchte er das Ludwig-Georgs-Gymnasium in Darmstadt, das er 1913 mit dem Abitur abschloss.
Von 1913 bis 1918 studierte er an den Universitäten Darmstadt, Freiburg im Breisgau und Frankfurt am Main. Nach der Promotion 1919 an der Universität Leipzig mit einer Arbeit zur Bedeutung der Malaria in der Sozial- und Privatversicherung sowie der Habilitation 1944 an der Universität Frankfurt am Main war er von 1948 bis 1956 außerordentlicher Professor am Institut für Klinische Strahlenkunde der Universität Mainz. Im Entnazifizierungsverfahren gegen den Rassenhygieniker Walter Schnell setzte er sich als Kronzeuge für diesen ein. Von 1956 bis 1961 war er persönlicher Ordinarius an der Universität Mainz, Medizinische Fakultät. 1961 erfolgte die Emeritierung.

## Veröffentlichungen (Auswahl)
- Röntgendiagnostik in der inneren Medizin und ihren Grenzgebieten. J. F. Lehmanns Verlag, 1938.